# Ulice strachu: Ostatnia odsłona
Ulice strachu: Ostatnia odsłona (ang. Urban Legends: Final Cut) – film fabularny (slasher) z 2000 roku, reżyserowany przez hollywoodzkiego kompozytora Johna Ottmana. Sequel Ulic strachu z 1998 roku. Film nominowano w 2001 roku do Saturn Award w kategorii najlepszy horror.
W 2005 roku zrealizowano cheapquel filmu: Ulice strachu: Krwawą Mary.

## Opis fabuły
Studentka wydziału reżyserii Amy Mayfield (Jennifer Morrison) pracuje nad filmem, będącym jej pracą dyplomową. Amy ma dość wygórowane aspiracje – chce zabłysnąć w Hollywood. Film, który ma zrealizować, może otworzyć jej drogę do kariery, ponieważ ma możność wziąć udział w walce o prestiżową nagrodę imienia Alfreda Hitchcocka. Studentka z zapałem przystępuje do kręcenia debiutanckiego projektu, a idąc za poradą policjantki pracującej przy ochronie kampusu, Reese Wilson (Loretta Devine) – za jego temat obiera miejskie legendy. Pomysł znajduje uznanie w oczach profesora Solomona (Hart Bochner).
Wraz z narodzinami pomysłu Amy na horror, w okolicach kampusu uniwersyteckiego zaczyna dochodzić do morderstw popełnianych przez psychopatę w szermierskiej masce. Jego pierwszą ofiarą jest Lisa (Jacinda Barrett), przyjaciółka Travisa Starka (Matthew Davis), jednego ze studentów. Nikt nie zauważa zaginięcia Lisy, ponieważ od dłuższego czasu zapowiadała ona, że wyjeżdża na wycieczkę. Tymczasem Amy przystępuje do realizacji swojego filmu. Zbiera ekipę współrealizującą oraz obsadę. Dziewczyna popada w konflikt z Tobym Belcherem (Anson Mount), rywalizującym o nagrodę im. Hitchcocka, który obwinia ją o kradzież scenariusza – w istocie podobnego do jego skryptu. Kolejną ofiarą grasującego mordercy pada aktorka filmu Amy, Sandra (Jessica Cauffiel). Jej morderstwo zostaje jednak nagrane kamerą, więc ekipa realizująca dochodzi do wniosku, że jest to odgrywana scena, i nie traktuje Sandry jako zaginionej z powodu jej wyjazdu do Los Angeles.
Bohaterowie dowiadują się o samobójczej śmierci Travisa Starka, który odebrał sobie życie przez uczelniane niepowodzenia. Po jego pogrzebie, Amy poznaje Trevora (Matthew Davis), brata-bliźniaka zmarłego. Trevor uważa, że jego brat nie popełnił samobójstwa, lecz został zamordowany, a jego zadaniem jest na własną rękę wyjaśnić, kto stoi za jego śmiercią.
Wieczorem ginie operator Simon (Marco Hofschneider). Jego krzyki zostają usłyszane przez Amy, która prosi Reese, by przewinęła taśmy z monitoringu terenu kampusu. Reese nie zgadza się, lecz wręcza jej taśmy i Amy dokonuje samodzielnych oględzin. Ich zawartość pokrywa się z przeczuciami Amy – Simon został zamordowany tuż po wyjściu z budynku wydziału reżyserskiego. Po szokującej projekcji Amy zostaje zaskoczona przez mężczyznę w masce, którego błędnie odbiera za członka swojej ekipy Stana (Anthony Anderson). Okazuje się on być mordercą i wdaje się w pościg za Amy, podczas którego studentka gubi taśmy dowodzącego popełnionej zbrodni. Amy udaje się mu zbiec, gdy niespodziewanie wpada na Reese, niewierzącą jej ani w atak psychopaty, ani w śmierć Simona.
Następnego dnia Amy spotyka się z Trevorem. Podczas rozmowy oboje dochodzą do wniosku, że osobą popełniającą zbrodnie może być uczestnik konkursu o nagrodę im. Hitchcocka, który, by osiągnąć cel, dąży do niego po trupach... Po niewypale filmu z udziałem Sandry, Amy przymierza się również do realizacji kolejnej ekranizacji historii inspirowanej miejskimi legendami – tym razem „Tunelu terroru”. Dwóch członków ekipy Amy – Stan i Dirk (Michael Bacall) – zostaje zabitych podczas przygotowywań tytułowego tunelu. Amy znajduje ich zwłoki i ponownie spotyka na swojej drodze ich mordercę. Po sukcesywnej ucieczce, spotyka Reese, która wzywa policję. Specjaliści stwierdzają, że przyczyną zgonu Stana i Dirka był przypadek – porażenie prądem. Po powrocie do kampusu, Amy niepokoją przebłyski świateł, dobiegające z uczelnianej dzwonnicy. Dziewczyna zjawia się w niej i spotyka tam członkinię swojej ekipy, lesbijkę Vanessę (Eva Mendes), która dostała rzekomy list miłosny od Amy. List okazał się być pretekstem do zwabienia studentek do wieży i ostatecznie Vanessa ginie, powieszona na dzwonie.
Ostatnią żywą osobą, która pracowała z Travisem, jest Toby. Amy i Trevor porywają Toby'ego i przywiązują go do krzesła, a Amy dzwoni do ostatniej osoby, którą darzy zaufaniem, profesora Solomona. Solomon zjawia się i nie wierzy własnym oczom, które ukazują mu Travisa – w istocie Trevora. Amy wyjaśnia mu, że wszyscy filmowcy, którzy współpracowali z Travisem, nie żyją, z wyjątkiem Toby'ego, którego obarcza winą za popełnione morderstwa. Toby wyjaśnia, że nigdy nie pracował dla Travisa, jednak zostaje postrzelony przez Solomona. Całemu zajściu przygląda się z ukrycia jeden ze studentów, Graham (Joseph Lawrence). Solomon wyjaśnia, że zabił Starka i innych, ponieważ chciał zostać ujęty w czołówce filmu Travisa. Okazuje się, że winą za wszystkie zbrodnie obarczył Amy, wykorzystując do tego miejskie legendy użyte w jej filmie, które zapraktykował na większości wymordowanych. Profesor nienawidził Amy, ponieważ jej ojciec przekreślił jego szanse na karierę w Hollywood. Graham próbuje obezwładnić Solomona terroryzującego bronią Amy i Trevora, lecz zostaje postrzelony. Na miejscu zjawia się Reese, a Solomon wmawia jej, że został napadnięty przez studentów. Profesor atakuje jednak kobietę, a po krótkim zamieszaniu w rękach każdego znajduje się broń, ponieważ przebieg akcji doprowadza do wysypania się filmowych rekwizytów. Jedynie pistolet Amy okazuje się być prawdziwy i dziewczyna strzela z niego do Solomona, gdy tylko ten rzuca się na nią, rozwścieczony. Reese wzywa policję, a ocaleni – Amy i Trevor oraz ranni Toby i Graham – opuszczają miejsce zdarzeń.
Film wieńczy scena, w której Solomon zostaje ukazany jako pacjent szpitala psychiatrycznego, a jego pielęgniarką okazuje się być morderczyni z poprzedniego filmu, Brenda Bates (Rebecca Gayheart).

## Obsada
- Jennifer Morrison jako Amy Mayfield
- Matthew Davis jako Travis Stark/Trevor Stark
- Hart Bochner jako prof. Solomon
- Anson Mount jako Toby Belcher
- Joseph Lawrence jako Graham Manning
- Loretta Devine jako Reese Wilson
- Eva Mendes jako Vanessa Valdeon
- Anthony Anderson jako Stan Washington
- Michael Bacall jako Dirk Reynolds
- Jessica Cauffiel jako Sandra Petruzzi
- Marco Hofschneider jako Simon
- Jacinda Barrett jako Lisa
- Derek Aasland jako P.A. Kevin
- Chuck Campbell jako maniak w samolocie
- Rebecca Gayheart jako pielęgniarka Brenda Bates

## Miejskie legendy użyte w filmie
- Osoba, która budzi się w wannie pełnej lodu i ma wyciętą nerkę[1].
- Napadnięta dziewczyna (w opowieści; w filmie mężczyzna) podczas wrzasku szczęśliwych studentów[2].
- Dziewczyna, która je tortille z karaluchem i wykluwają się w jej nosie robale[3].
- Dziewczyna, która je kanapkę z kurczakiem i odkrywa, że majonez to ropa z nowotworu kury[4].
- Dziewczyna, która rano zauważa w łazience swojego zabitego psa oraz napis na lustrze „Ludzie też potrafią lizać” (Humans can lick too)[5].